# مهاجرآباد (همدان)
مهاجرآباد یک منطقهٔ مسکونی در ایران است که در بخش شرا در شهرستان همدان استان همدان واقع شده‌است.

## جمعیت
این روستا در دهستان شوردشت قرار دارد و براساس سرشماری مرکز آمار ایران در سال ۱۳۸۵، جمعیت آن ۵۸ نفر (۱۱ خانوار) بوده‌است.